# Glenoleon mcalpinei
Glenoleon mcalpinei is een insect uit de familie van de mierenleeuwen (Myrmeleontidae), die tot de orde netvleugeligen (Neuroptera) behoort. 
Glenoleon mcalpinei is voor het eerst wetenschappelijk beschreven door New in 1985.